# Svinjak
Der Svinjak ist ein Berg der Julischen Alpen in Slowenien. Der Gipfel befindet sich auf einer Höhe von 1653 m. i. J. Der Berg befindet sich im Gebiet der Gemeinde Bovec und der Großteil liegt bereits im Nationalpark Triglav. Unterhalb des Svinjak befinden sich die Täler der Soča, der Koritnica und des Baches Šumnik. Der Svinjak ist der westlichste Gipfel eines Gebirgszuges, dessen höchste Erhebung der Bavški Grintavec ist.

## Besteigung

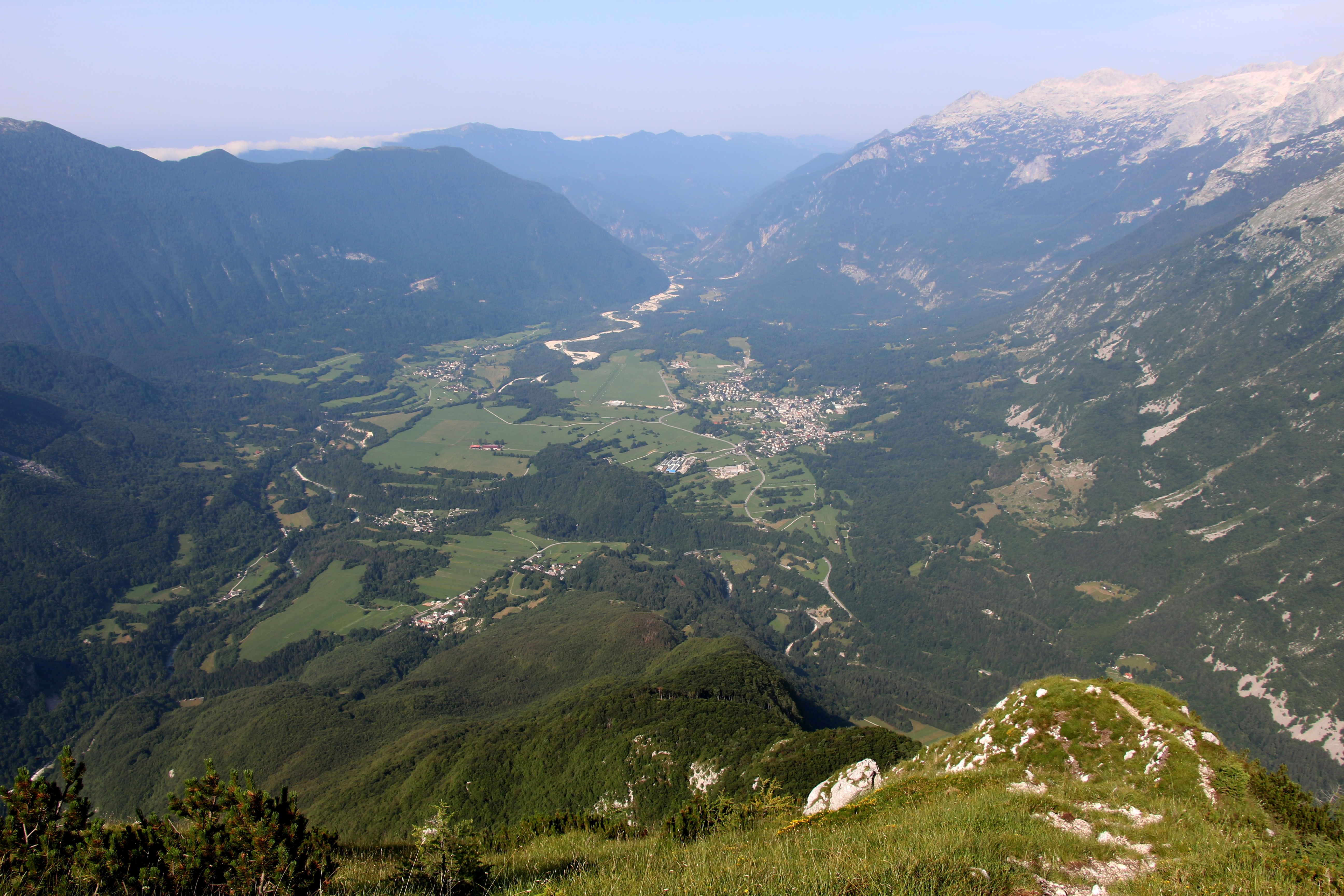
Blick vom Gipfel des Svinjak ins Tal der Soča

Da vom Svinjak einerseits ein guter Blick auf das Bovec-Becken und in das Soča-Tal besteht, andererseits auch der Triglav gesehen werden kann, ist der Svinjak ein beliebter Aussichtsberg. Vom Dorf Kal - Koritnica (460 m. i. J.) führt ein Wanderweg auf den Gipfel. Im oberen Teil des Weges befinden sich ausgesetzte felsige Passagen, die Trittsicherheit und Schwindelfreiheit erfordern. Die Gehzeit für den Aufstieg wird mit drei Stunden angegeben.

## Freilichtmuseum Čelo
Am westlichen Hang befindet sich das sogenannte Freilichtmuseum Čelo. Hierbei handelt es sich um eine österreichische Kanonenstellung aus der Zeit des Ersten Weltkrieges. Die Stellung wurde Stützpunkt Kal genannt und vom November 1914 bis Frühjahr 1915 angelegt, als absehbar war, dass Italien sich der Entente anschließen und gegen Österreich-Ungarn in den Krieg ziehen wird. Zwei 12-cm-Kanonen wurden aufgestellt und dienten zusammen mit der Festung Kluže und dem Fort Hermann der Sicherung der Grenze am Bovecer Becken.

## Belege
1. ↑  ČELO – Freilichtmuseum auf der Webseite der Stiftung Wege des Friedens im Sočatal.